# Vélez-Málaga
Vélez-Málaga este un oraș în provincia Málaga, Andaluzia în sudul Spaniei. Orașul se întinde pe o suprafață de 156,36 km², el se află amplasat la altitudinea de 60 m deasupra n.m. la 28 km de Málaga. La recensământul din 2010, orașul avea 75.623 locuitori cu o densitate de 483,65 loc./km².
Regiunea orașului este o regiune uscată, cantitatea medie anuală a precipitațiilor este de 470 l/m², iar temperatura medie de 18 °C. De oraș aparțin localitățile: Torre del Mar, Benajarafe, Triana, Trapiche, Almayate Bajo, Almayate Alto, Cajiz, Chilchez și Mezquitilla.

## Personalități marcante
- María Zambrano (1904–1991), filozof și poet
- Fernando Hierro (* 1968), fotbalist
- Amparo Muñoz, actriță, Miss Universe în 1974